# 复方丹参滴丸
复方丹参滴丸是由丹参、三七、冰片制成的中成药滴丸剂，在复方丹参片的基础上研制而成。该药是首个通过美国食品药品监督管理局二期临床研究的中成药。
复方丹参滴丸为棕色，气香、味微苦。根据《中国药典》2015年版所述，复方丹参滴丸的功能为“活血化瘀、理气止痛”，可以用于治疗“气滞血瘀所致的胸痹，症见胸闷、心前区刺痛；冠心病心绞痛见上述证候者”。

## 主要成分
复方丹参滴丸由丹参、三七、冰片三味中药制成的复方药剂，其主要成分包括丹参素（Salvianolic acid A）、原儿茶醛、丹酚酸B（Salvianolic acid B）等。

## 历史
复方丹参滴丸是1992年中国人民解放军第二五四医院药剂科主任闫希军等人以复方丹参片为基础研制而成的中药滴丸剂。1993年，获得了中国国家食品药品监督管理局的生产批文。1994年，闫希军创办了天士力药厂，复方丹参滴丸开始投产上市。
此后为打入美国市场，天士力于1997年向美国食品药品监督管理局（FDA）提出新药临床研究申请（IND），用于治疗心肌缺血引发的心绞痛。1998年申请得以通过，FDA容许二期临床研究在中国进行。但后来由于中国国家食药监局的规定，对已批准的药物不能再次进行临床研究，此次二期临床研究只能搁浅。
2006年，天士力第二次向FDA申请IND（代码：T89），并改为用于治疗慢性稳定型心绞痛。2010年，二期临床研究完成，也使其成为了首个通过FDA二期临床研究的中成药。2016年，复方丹参滴丸完成了FDA三期临床研究。虽然三期临床研究结果显示服用复方丹参滴丸的稳定型心绞痛患者相比安慰剂组与三七冰片拆方组而言最大运动耐受时间（Total Exercise Duration，缩写TED）得以增加，但第四周统计结果并未达到统计学显著性要求，仍未满足FDA新药批准的要求。